# Bollhalla

Bollhalla är en idrottsanläggning i Mariehamn, Åland. Då hallen öppnades 1981 var det endast tennis och badminton som spelades men med åren har hallen expanderat och erbjuder idag även pingis, gymnastik, biljard, pool och snooker. Hallen har två stora omklädningsrum och ett konferensrum. Sommartid så kan man även spela tennis utomhus på fyra grusbanor. Idrottsverksamheten drivs av Mariehamns Lawn Tennisklubb (MLK), BK Smash och Mariehamns Gymnastikförening (MGF). Hallen ägs av Mariehamns stad.